# Stanley J. Sarnoff
Stanley Jay Sarnoff (* 5. April 1917 in Brooklyn; † 23. Mai 1990 in Salt Lake City) war ein US-amerikanischer Mediziner (Kardiologie) und Erfinder. Sarnoff war Gründer und CEO von Survival Technology, mit der er vor allem von ihm erfundene Autoinjektoren vertrieb.

## Leben
Sarnoff war der Sohn eines zu seiner Zeit bekannten Chirurgen (Jacob Sarnoff) und besuchte die Princeton University (Bachelor-Abschluss 1938) und die Johns Hopkins University Medical School, mit dem M.D. Abschluss 1942. Danach erhielt er seine praktische und fachärztliche Ausbildung am Bellevue Hospital in New York, am Beth Israel Hospital in Boston, am Mount Sinai Hospital in New York City und an der Harvard Medical School. Statt wie vom Vater gewünscht Chirurg zu werden, wandte er sich physiologischer Forschung zu und war 1948 bis 1960 Associate Professor für Physiologie an der Harvard School of Public Health. 1954 war er Gründer und Leiter des Labors für kardiovaskuläre Physiologie am National Heart Institute der NIH in Bethesda (Maryland). Nachdem er selbst einen Herzanfall hatte, gab er seine Position bei der NIH auf und gründete später mit seiner Frau und Mitarbeiterin Lili-Charlotte (LoLo) Sarnoff eine eigene Firma, zunächst Rodana Research Corporation und dann deren Nachfolger Survival Technology Inc. (STI).
In seiner Zeit am NIH und davor in Harvard unternahm er mit Mitarbeitern grundlegende Untersuchungen zur Kardiologie und Physiologie des Herzens. Zu den Mitgliedern seines Labors zählte unter anderem Eugene Braunwald. Er veröffentlichte über 200 wissenschaftliche Arbeiten und hielt rund 40 Patente.
Seine Autoinjektoren wurden zunächst für die US Army als Gegenmittel in der chemischen Kriegführung entwickelt, aber von Sarnoff auch gleich am Anfang als Notfall-Medikament in der Kardiologie (als Vorläufer des später von seiner Firma vertriebenen EpiPen für Adrenalin-Injektion). Außerdem entwickelte er unter anderem einen elektronischen Sender, der Elektrokardiogramme von Herzpatienten über die Telefonleitung schicken konnte.
Er lebte zuletzt in Bethesda und starb im Universitätskrankenhaus von Salt Lake City, wo er auf eine Herztransplantation wartete.
Er gründete eine Stiftung (Sarnoff Cardiovascular Research Foundation), die Forschungsstipendien für Medizinstudenten in der Kardiologie finanziert.
1970 erhielt er den Carl J. Wiggers Award der American Physiological Association und 1962 den Canada Gairdner International Award.

## Schriften
- mit E. Berglund: Ventricular function, Teil 1: Starling’s law of the heart studied by means of simultanous right and left ventricular function curves in the dog. In: Circulation. Band 10, 1954, S. 84–93
- mit R. B. Case, E. Berglund: Ventricular function, Teil 2: Quantitative relationship between coronary flow and ventricular function with observations on unilateral failure. In: Circ. Res. Band 2, 1954, S. 319–325
- mit E. Berglund, J. P. Isaacs: Ventricular function, Teil 3: The pathologic physiology of acute cardiac tamponade studied by means of ventricular function curves. In: American Heart Journal. Band 48, 1954, S. 66–76
- Myocardial contractility as described by ventricular function curves; observations on Starling’s law of the heart. In: Physiological Review. Band 35, 1955, S. 107–122
- mit J. H. Mitchell: Control of function of heart. In: W. F. Hamilton, P. Dow: Handbook of Physiology. Band 1, 1962, S. 489–532
- mit J. H. Mitchell, J. P. Gilmore, J. P. Remensynder: Homeometric autoregulation of the heart. In: Circ. Res. Band 8, 1980, S. 1077–1091